# Десечео
Остров Десечео (исп. Desecheo) — остров, расположенный в проливе Мона Карибского моря в Атлантическом океане.

## География
Площадь приблизительно 1,5 км². Находится в 21 км к западу от Пуэрто-Рико, является его административной частью.

## История
Первым европейцем, посетившим остров был Христофор Колумб. Он открыл остров во время своей второй экспедиции к Новому Свету. Однако остров не имел названия до 1517 года.